# Moses Moody
Moses Josiah Moody (Little Rock, 31 de maio de 2002) é um jogador norte-americano de basquete profissional que atualmente joga no Golden State Warriors.
Ele jogou basquete universitário pela Universidade do Arkansas e foi selecionado pelos Warriors como a 14º escolha geral no draft da NBA de 2021.
Durante sua temporada de estreia com a equipe, ele ganhou um título da NBA.

## Carreira no ensino médio
Moody começou a jogar basquete no ensino médio pela Parkview Arts and Science Magnet High School em Little Rock, Arkansas, onde ajudou seu time a chegar a final do campeonato estadual em sua temporada de calouro. Em seu segundo ano, ele se mudou para a North Little Rock High School em North Little Rock, Arkansas e teve médias de 18,6 pontos, 7,2 rebotes, 3,1 assistências, 2,1 roubadas de bola e 1,4 bloqueios, levando sua equipe ao título estadual da Classe 7A.
Em seu terceiro ano, Moody se transferiu para a Montverde Academy em Montverde, Flórida. Ele teve médias de 17,7 pontos, 3,9 rebotes, 1,5 assistências e 1,6 roubos de bola na temporada regular do Nike Elite Youth Basketball League (EYBL). Em sua última temporada, Moody teve médias de 11,6 pontos, 3,3 rebotes e 1,8 assistências e levou a Montverde Academy a um recorde de 25-0.

### Recrutamento
Moody recebeu várias ofertas de bolsas de estudo da Divisão I da NCAA em sua segunda temporada. Ele terminou o ensino médio como um recruta de quatro estrelas na turma de 2020. Em 9 de novembro de 2019, Moody se comprometeu a jogar basquete universitário na Universidade do Arkansas. Ele se tornou o jogador mais bem classificado a se comprometer com o Arkansas desde Bobby Portis da classe de 2013.
| Nome | Cidade Natal                              | Escola/Universidade    | Altura             | Peso           | Data da revisão       |
| --- | ----------------------------------------- | ---------------------- | ------------------ | -------------- | --------------------- |
| Moses Moody SG | Little Rock, AR                           | Montverde Academy (FL) | 6 ft 6 in (1.98 m) | 185 lb (84 kg) | 9 de Novembro de 2019 |
| Moses Moody SG | Recrutamento: Rivals: 247sports: ESPN: 87 |                        |                    |                |                       |
| Classificação geral de novatos: 247Sports: 39º \| Rivals: 55º \| ESPN: 45º |                                           |                        |                    |                |                       |
| - Nota: Em muitos casos, Scout, Rivals, 247Sports e ESPN podem entrar em conflito em suas listas de altura e peso, nestes casos, a média foi obtida. A ESPN mede os calouros numa escala de 0 a 100. - Fonte: |                                           |                        |                    |                |                       |

## Carreira universitária
Moody registrou 28 pontos em quatro jogos na temporada de 2020-2021 em Arkansas. Como calouro, ele teve médias de 16,8 pontos e 5,8 rebotes e foi selecionado para a Equipe de Calouros e para a Primeira-Equipe da SEC. Depois de ajudar o Arkansas a chegar a um recorde geral de 25-7 e uma aparição na Elite Eight no Torneio da NCAA de 2021, ele se declarou para o draft da NBA de 2021 em 9 de abril de 2021.

## Carreira profissional

### Golden State Warriors (2021–Presente)
Moody foi selecionado pelo Golden State Warriors como a 14ª escolha no draft da NBA de 2021. Em 5 de agosto de 2021, Moody assinou um contrato de 4 anos e US$17 milhões com os Warriors.
Em 19 de outubro de 2021, Moody fez sua estreia na NBA e registrou dois pontos e dois rebotes na vitória por 121-114 sobre o Los Angeles Lakers. Em 11 de janeiro de 2022, em um jogo com o Santa Cruz Warriors da G-League, Moody marcou 37 pontos em uma vitória por 132-130 sobre o Memphis Hustle. Em 7 de março de 2022, Moody marcou 30 pontos em uma derrota por 131-124 para o Denver Nuggets.
Em 16 de junho de 2022, Moody e os Warriors venceram as finais da NBA de 2022.
Em 20 de outubro de 2024, Moody assinou uma extensão de contrato de três anos e US$ 39 milhões com os Warriors.

## Estatísticas da carreira
| † | Campeão da NBA |

### NBA

#### Temporada regular
| Ano      | Equipe    | PJ  | PT | MPJ  | AP   | 3P   | LL   | RT  | AS | BR | TO | PPJ |
| -------- | --------- | --- | -- | ---- | ---- | ---- | ---- | --- | -- | -- | -- | --- |
| 2021–22  | Warriors† | 52  | 11 | 11.7 | .437 | .364 | .778 | 1.5 | .4 | .1 | .2 | 4.4 |
| 2022–23  | Warriors  | 63  | 3  | 13.0 | .476 | .363 | .698 | 1.7 | .8 | .3 | .1 | 4.8 |
| 2023–24  | Warriors  | 66  | 9  | 17.5 | .462 | .360 | .785 | 3.0 | .9 | .6 | .4 | 8.1 |
| Carreira | Carreira  | 181 | 23 | 14.0 | .458 | .362 | .753 | 2.0 | .7 | .3 | .2 | 5.7 |

#### Play-In
| Ano     | Equipe   | PJ | PT | MPJ  | AP   | 3P   | LL   | RT  | AS | BR | TO | PPJ |
| ------- | -------- | -- | -- | ---- | ---- | ---- | ---- | --- | -- | -- | -- | --- |
| 2023–24 | Warriors | 66 | 9  | 17.5 | .462 | .360 | .785 | 3.0 | .9 | .6 | .4 | 8.1 |

#### Playoffs
| Ano      | Equipe    | PJ | PT | MPJ  | AP   | 3P   | LL   | RT  | AS  | BR  | TO  | PPJ |
| -------- | --------- | -- | -- | ---- | ---- | ---- | ---- | --- | --- | --- | --- | --- |
| 2022     | Warriors† | 13 | 0  | 8.1  | .536 | .538 | .667 | 0.6 | 0.3 | 0.2 | 0.2 | 3.2 |
| 2023     | Warriors  | 12 | 0  | 13.4 | .535 | .591 | .917 | 2.6 | 0.7 | 0.4 | 0.3 | 5.8 |
| Carreira | Carreira  | 25 | 0  | 10.6 | .535 | .571 | .833 | 1.6 | 0.5 | 0.3 | 0.3 | 4.4 |

### Universitário
| Ano     | Equipe   | PJ | PT | MPJ  | AP   | 3P   | LL   | RT  | AS  | BR  | TO  | PPJ  |
| ------- | -------- | -- | -- | ---- | ---- | ---- | ---- | --- | --- | --- | --- | ---- |
| 2020–21 | Arkansas | 32 | 32 | 33.8 | .427 | .358 | .812 | 5.8 | 1.6 | 1.0 | 0.7 | 16.8 |

## Prêmios e Homenagens
- National Basketball Association:
  - Campeão da NBA: 2022;